# Der letzte Tanz (2005)
Der letzte Tanz ist ein im Jahr 2005 vom Studio Hamburg Produktion im Auftrag des NDR produzierter Fernsehfilm des Regisseurs Jan Ruzicka. Die Hauptrollen spielen Peter Sattmann als Dieter Walling, Hans Uwe Bauer als Willi und Franziska Walser als Anna. Schauplatz ist Hamburg und vor allem das Örtchen Friedrichskoog in Schleswig-Holstein, wo Willi eine Robbenstation leitet.

## Handlung
Drei Freunde, Mitglieder einer Kommune der 68er-Bewegung, treffen sich nach über dreißig Jahren zufällig wieder. Die Robbenstation bittet den Tierpharmazeuten und Unternehmer Dieter um Hilfe wegen einer Krankheit der Robben. Dieter und Willi offenbaren Anna ihre Liebe in deren Heimatort, wo sie das Gasthaus Der Deichgraf führt. Dabei kommt es zeitweise zu Konflikten zwischen den sehr unterschiedlichen Männern, da sie die Vergangenheit nicht bewältigen können und beide Anna lieben. Der verheiratete Dieter beginnt eine Liebesaffäre mit Anna, der er damals einen Heiratsantrag gemacht hatte.
Der Film spielt in der Gegenwart, die gemeinsame Vergangenheit wird in der Retrospektive verarbeitet. Der Titel bezieht sich darauf, dass Anna Dieter einst das Tanzen beigebracht hat, und die beiden in der Gegenwart (das letzte Mal) tanzen.

## Kritik
„Der (Fernseh-)Film erlaubt seinen in die Jahre gekommenen Helden einen romantischen Rückblick in die ‚gute alte Zeit‘, konfrontiert sie aber auch mit den Altlasten und Verfehlungen jener Jahre.“